# Pseudohemihyalea
Pseudohemihyalea là một chi bướm đêm thuộc phân họ Arctiinae, họ Erebidae.

## Các loài tiêu biểu
- Pseudohemihyalea ambigua (Strecker, 1878)
- Pseudohemihyalea edwardsii (Packard, 1864)
- Pseudohemihyalea labecula (Grote, 1881)
- Pseudohemihyalea splendens Barnes & McDunnough, 1910